# Stormvejr (album)
Stormvejr er det andet studiealbum fra den danske popsanger og sangskriver Xander. Albummet bliver udgivet i oktober 2012. Titlen på albummet er endnu uvist.
Første single fra albummet er "Over Alle Bjerge", som blev udgivet den 14. september 2012